# Dt (digramme)
Pour les articles homonymes, voir DT.
Dt (minuscule dt) est un digramme de l'alphabet latin composé d'un D et d'un T.

## Linguistique
- En irlandais, le digramme ‹ dt › correspond à l'éclipse de ‹ t › et est prononcé [d].

## Représentation informatique
Comme la majorité des digrammes, il n'existe aucun encodage de ‹ dt › sous un seul signe, il est toujours réalisé en accolant un D et un T.

### Unicode
Les caractères Unicode utilisables pour former ce digramme sont :
- Capitale DT : U+0044 U+0074
- Majuscule Dt : U+0044 U+0054
- Minuscule dt : U+0064 U+0054